# Плавец, Мирослав
Мирослав Плавец (чеш. Miroslav Plavec; 7 октября 1925, Седльчани, Первая Чехословацкая Республика (ныне района Пршибрам Среднечешского края Чехии) — 23 января 2008, Калифорния США) — чешский и американский астроном. Специалист в области изучения двойных звезд.

## Биография
Во время нацистской оккупации Чехословакии его отец, городской чиновник, был арестован гестапо и заключен в концлагерь, где через 6 месяцев умер. Будучи старшим ребенком, Мирослав стал главой семьи. Гражданское население в 1943 было выселено немецкими властями из города. Мирослав вместе с матерью и младшим братом переехали в Ондржеёв, где находится знаменитая обсерватория. С этого момента началось его увлечение астрономией.
После окончания войны с 1945 изучал естественные науки в Карловом университете в Праге. С 1949 — преподаватель математики и физики. С января 1950 — ассистент факультета геодезической астрономии Чешского технического университета в Праге.
В начале своей научной карьеры в Астрономическом институте при обсерватории Ондржеёв занимался изучением метеорных потоков. В 1949—1959 опубликовал около 14 научно-исследовательских работ и две монографии.
Позже заинтересовался проблемами труднодоступных двойных звезд и ультрафиолетовым спектром звезд.
Был преподавателем астрономии на физико-математическом факультете Карлова университета. Популяризатор астрономии.
В 1969 году, после подавления Пражской весны, эмигрировал в Канаду, затем в США, где получил всемирную известность и стал профессором астрономии Калифорнийского университета в Лос-Анджелесе. Преподавал более 30 лет в Лос-Анджелесском университете.
В 2001 году награждён Нусловской премией Чешский астрономического общества.
Основал одну из трех групп в мире, которые занимаются вопросами массообмена в двойных системах.
Мирослав Плавец был почетным членом Чешской астрономического общества и почетным членом Ученого общества Чехии.
В его честь был назван астероид (6076) Плавец.